# هارمسدورف (استهلشتاین)
هارمسدورف (به آلمانی: Harmsdorf) یک شهر در آلمان است که در استهلشتاین واقع شده‌است.
 هارمسدورف  ۷۲۱ نفر جمعیت دارد.